# Coleophora aethiops
Coleophora aethiops là một loài bướm đêm thuộc họ Coleophoridae. Nó được tìm thấy ở Ý.